# Haagsche Schoolvereeniging

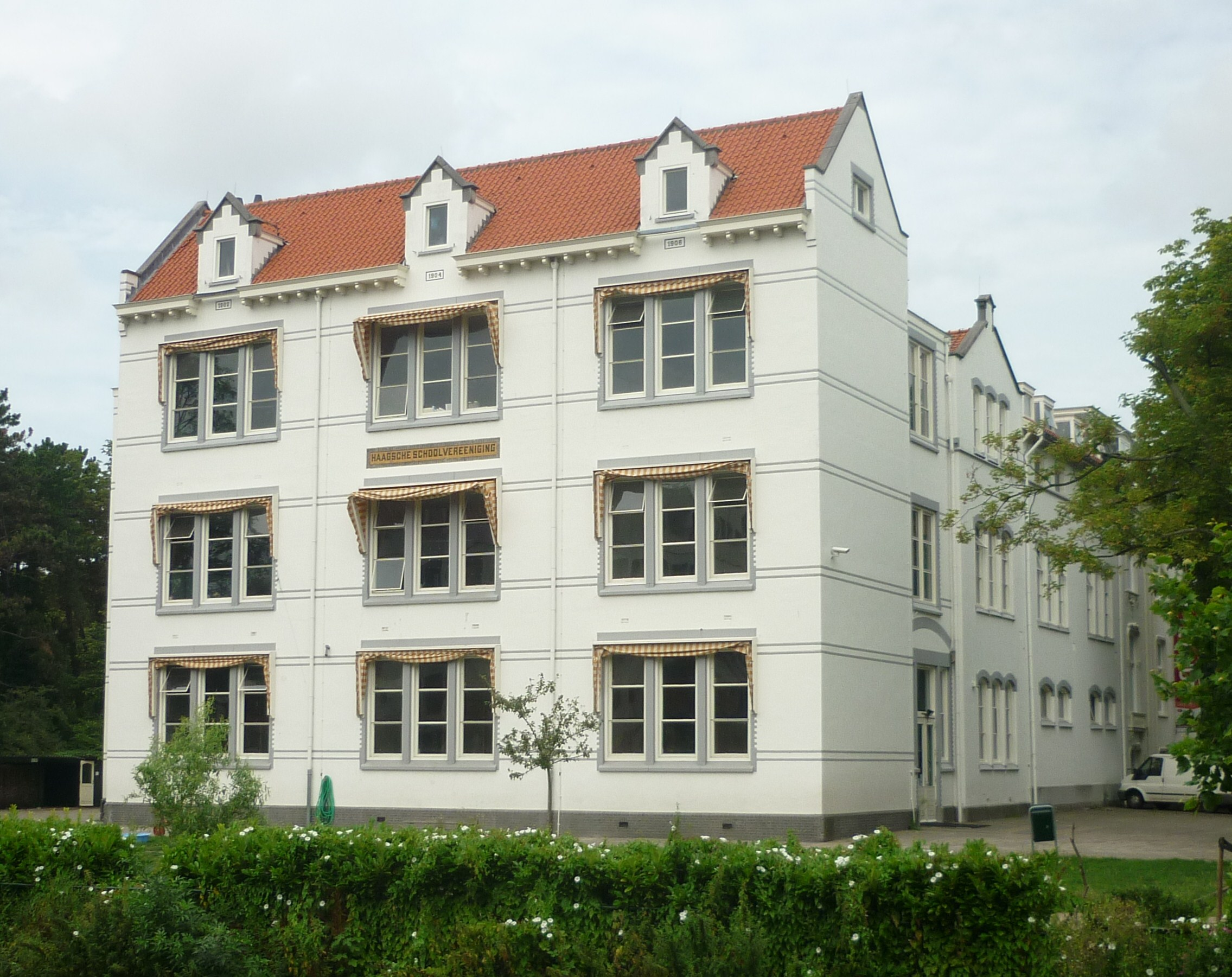
Schoolgebouw gezien vanaf de Mauritskade

De Haagsche Schoolvereeniging (HSV) bevindt zich aan de Nassaulaan in Den Haag.

## Geschiedenis
Het begin van de 20ste eeuw was een tijd dat men anders begon te denken over opvoeding en de taak daarbij van de onderwijzers. Tucht was niet meer het belangrijkst, plezier in het leren moest meer aandacht krijgen. Jan Ligthart en Rommert Casimir, bijzonder hoogleraar in de opvoedkunde aan de Rijksuniversiteit Leiden, droegen daar veel aan bij. De HSV werd in 1901 in de geest van Ligthart opgericht. Het initiatief hiertoe werd genomen door vooraanstaande mensen zoals bankier Jacobus Kann, ontwerper van de Afsluitdijk Cornelis Lely, politicus J. Limburg en Nobelprijswinnaar Hendrik Lorentz.
In 1971 werd de school na een verbouwing weer in gebruik genomen. In 1976 bestond de school 75 jaar en kampte het met een leerlingentekort. Het wettelijke minimum van 125 werd niet meer gehaald.
In 1985 werd de internationale afdeling geopend. Vervolgens werden de scholen van de HSV uitgebreid met IVIO, Lighthouse, het Open Venster en de basisschool Willemspark. In 2018 zijn 1250 leerlingen ingeschreven bij de HSV.

## Stichting Haagsche Schoolvereeniging
Het bestuur van de stichting is sinds 2018 gevestigd aan de Van Heutszstraat in Den Haag.
De leerlingen zijn verspreid over diverse gebouwen:
- Nassaulaan: Nederlandse en internationale afdeling. De Nederlandse afdeling verzorgt tweetalig onderwijs, 45% van het curriculum wordt gegeven in het Engels.
- Laan van Poot, Instituut voor Individueel Onderwijs, een school voor speciaal basisonderwijs.
- De Van Heutszstraat, waar ook Lighthouse is gevestigd voor internationaal speciaal onderwijs evenals Het Open Venster, een afdeling voor Nederlandse kinderen met dyslexie en dyscalculieproblemen.
- Frederikstraat, Basisschool Willemspark (Nederlandse school met Engelse les). Hier is de HSV in 2012 begonnen met de bouw van een nieuwe school.

De leerlingen van de School voor Jong Talent van het Koninklijk Conservatorium staan ook ingeschreven bij de Nederlandstalige afdeling van de HSV.

### Internationale afdeling
De HSV is een van de elf internationaal georiënteerd basisonderwijs-scholen in Nederland met een Nederlandse en een internationale afdeling. De internationale afdeling werd in 1985 opgezet. Leerlingen werden ondergebracht in gebouwen aan de Koningin Sophiestraat en de Nassaulaan. In 2010 is een derde locatie in gebruik genomen in de Van Nijenrodestraat en in 2018 kwam ook Van Heutszstraat 12 in gebruik. Als vervolgopleiding gaan veel kinderen naar The International School of The Hague.